# Druskininkai (plaats)
Druskininkai (Wit-Russisch: Друскінінкай (Droeskininkaj), Pools: Druskieniki) is een stad in het zuiden van Litouwen ongeveer 130 kilometer ten zuiden van de hoofdstad Vilnius. De stad ligt aan de rivier de Nemunas (Memel). De naam van de stad komt van het Litouwse woord druska, wat zout betekent en verwijst naar de zoutwaterbronnen, die de basis zijn van het kuuroord. Druskininkai ligt in een bosrijke omgeving. De orthodoxe kerk is een bezoek waard. Niet ver van Druskininkai ligt het park Grutas, een museum met standbeelden en monumenten uit het Sovjettijdperk.
Sinds 1994 had deze stad een stedenband met het Nederlandse Voorschoten, maar is opgeheven omdat het geen meerwaarde zou hebben volgens de Europese Unie.

## Bekende inwoners
- Jacques Lipchitz (1891-1973), Frans-Amerikaanse beeldhouwer van Litouwse afkomst, geboren in Druskininkai
- Marian Turski (1926-2025), Pools historicus, journalist en Holocaustoverlevende
- Laima Andrikienė (1958), politica geboren in Druskininkai
- Mikalojus Konstantinas Čiurlionis (1875-1911), kunstschilder en componist die sinds zijn jeugd in Druskininkai woonde

## Zie ook

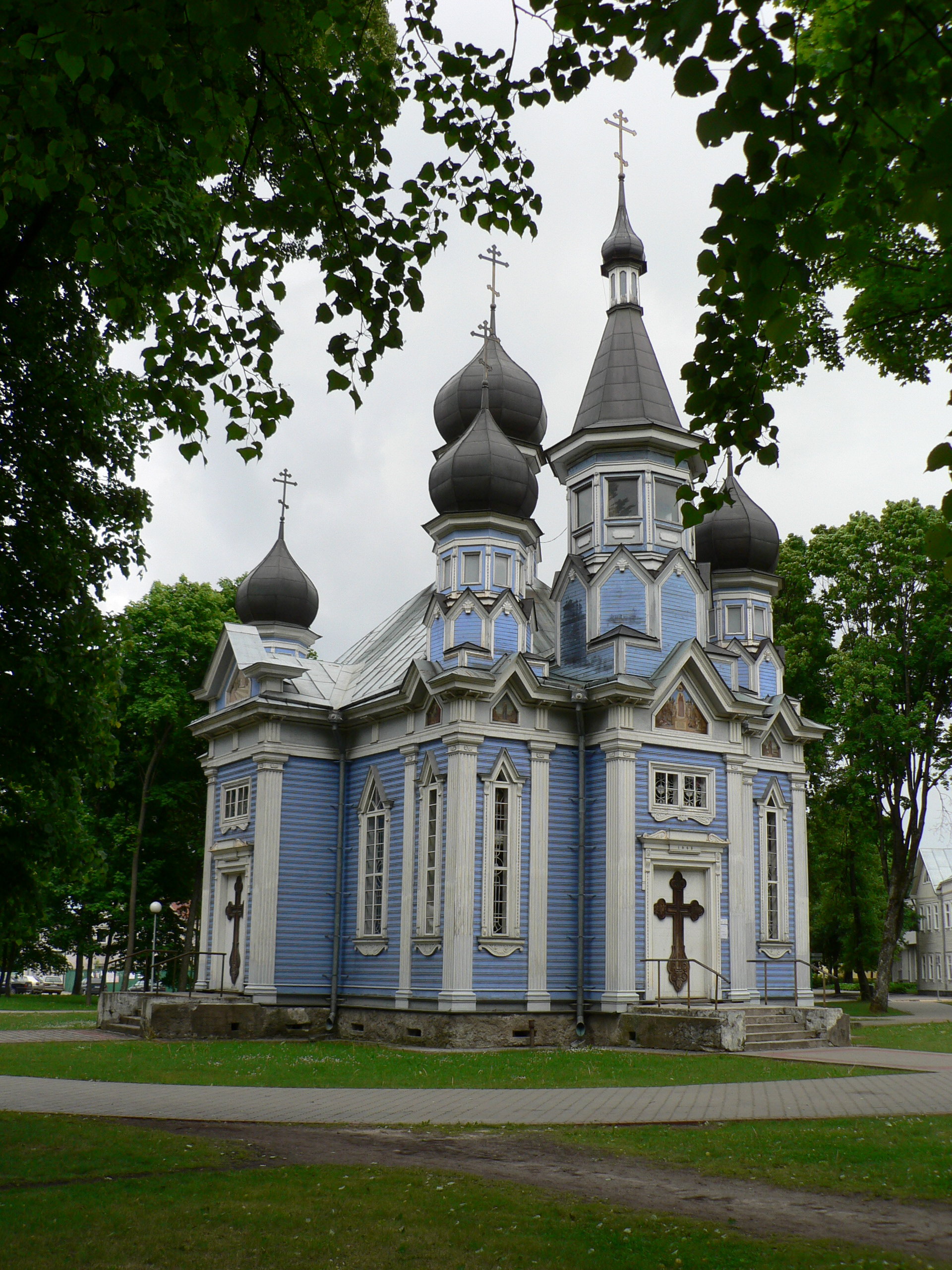